# Johannes Hau
Johannes Hau (* 17. April 1771 in Flensburg; † 22. Julijul. / 3. August 1838greg. in Tallinn) war ein deutschbaltischer Maler.

## Leben und Werk
Johannes Hau kam 1795 aus Flensburg nach Tallinn. Ab 1806 war er Oldermann der angesehenen Tallinner Kanutigilde.
Hau ist vor allem bekannt für seine Ansichten der estnischen Städte Tallinn (deutsch Reval) und Narva (Narwa) in Gouache. Daneben trat er im Baltikum als Landschaftsmaler in Erscheinung.
Johannes Hau wurde auf dem Friedhof des Tallinner Stadtteils Kopli (Ziegelskoppel) begraben. Der Friedhof wurde nach 1945 von den sowjetischen Besatzungsbehörden zerstört.

## Privatleben
Johannes Hau ist der Vater der beiden deutschbaltischen Maler Eduard (1807–1888) und Woldemar Hau (1816–1895).